# Doudlevce
Doudlevce je část statutárního města Plzeň, nachází se na jihu města. Katastrální území Doudlevce o rozloze 2,09 km². patří do městského obvodu Plzeň 3, k místní části Doudlevce je navíc připojena ještě část katastrálního území Plzeň v městském obvodu Plzeň 2-Slovany, kde se nachází například Škoda sport park Plzeň.
V roce 2009 zde bylo evidováno 852 adres. V roce 2001 zde trvale žilo 4 537 obyvatel.

## Historie
Ves tohoto jména se objevuje v písemných dokumentech od roku 1227. Pojmenování přirozeně vede k domněnce, že obyvateli byli členové kmenu Doudlebů. Chotěšovský klášter získal Doudlevce spolu s Liticemi jako dar od Přemysla Otokara II. roku 1266. 
Nová Plzeň byla vlastníkem osady už od svého vzniku roku 1295. Roku 1418 však byly Doudlevce malé, čítající 12 usedlostí, jejich počet dále klesal až k 8 statkům na začátku 18. století. Po raabizační reformě bylo na přelomu 18. a 19. století již 25 selských dvorů a chalupnických usedlostí. V roce 1837 prakticky celá ves vyhořela. Proto se zde zachovalo jen málo památek, k architektonicky hodnotnějším patří  čp. 4, čp. 7 a čp. 26.
V počátcích industrializace vznikl po roce 1829 u bývalého mostu přes Radbuzu v místech dnešní Česalovy studánky  malý chemický podnik zpracovávající spilit z blízkého dolu na vitriol.
Část města začala růst až se vznikem Škodovy kruhelné cihelny roku 1873 a zejména se založením vodárny, plynárny a elektrických podniků v těsném sousedství, jejichž zaměstnanci si často zvolili Doudlevce jako domov. Obyvatelé využívali německou školu v Liticích až do vzniku oddělené školy v Doudlevcích v letech 1901-1903.

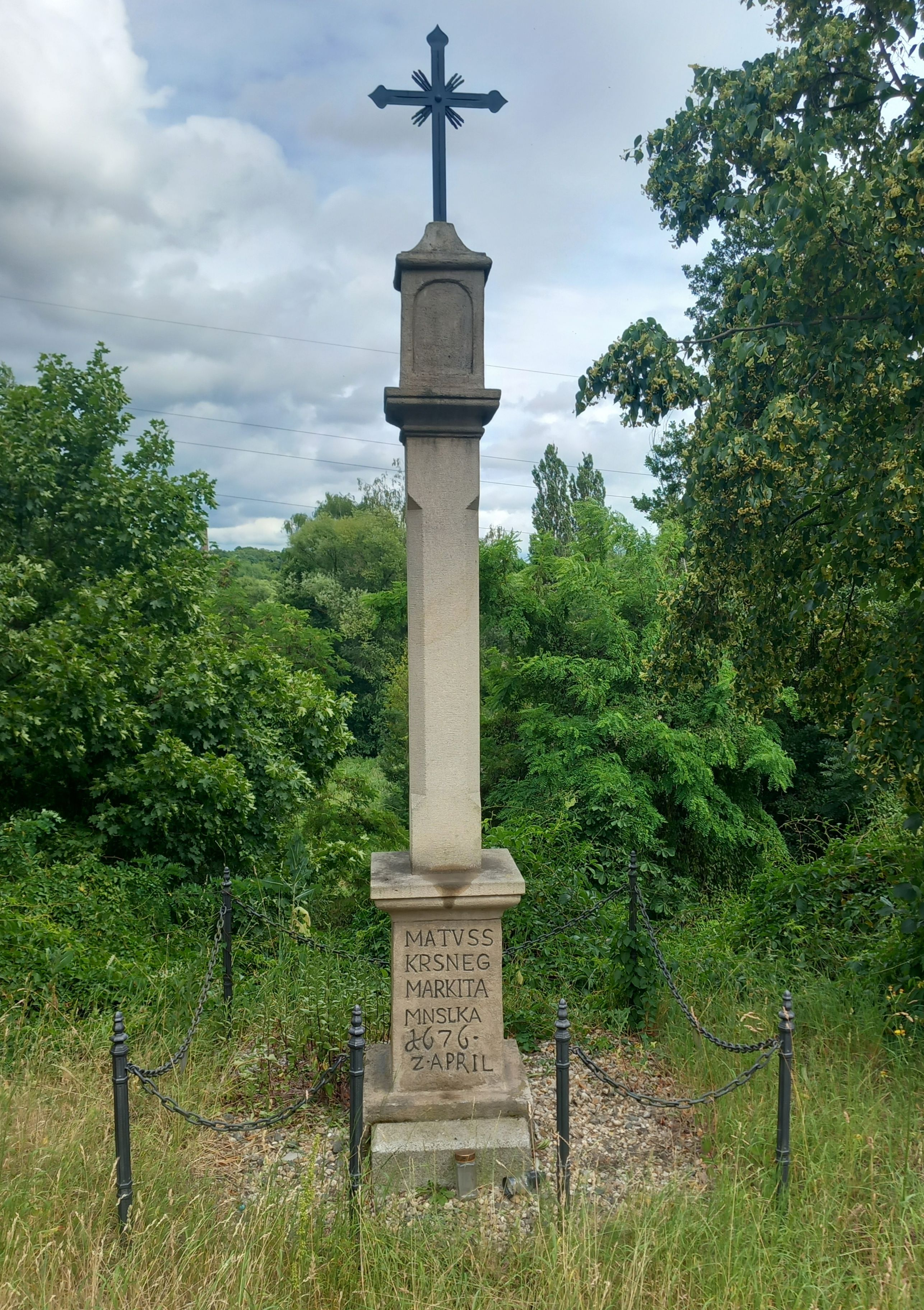
Boží muka z roku 1676

K moderní Plzni se obec znovu připojila až roku 1924, kdy vznikla "Velká Plzeň", a Doudlevce se začaly s Plzní propojovat i stavebně. Poprvé dostaly ulice svoje názvy; roku 1926 zastupitelé schválili 28 nových názvů prostranství (řada názvů byla inspirována první světovou válkou). Dříve, v období této světové války 1914–1918, se budovala mostárna a plechárna, které byly zprovozněny roku 1917; v letech 1929 a 1934 byly díky tomu postaveny i most přes Radbuzu a Tyršův most. Dříve však roku 1922 začala v místní továrně produkce elektrických zařízení.
V druhé polovině 19. století a ve 20 století se rozvíjel bohatý sportovní a kulturní život. Vznikl zde Sokol, oddíly fotbalu a házené. Rozvíjelo se ochotnické divadlo, pořádaly se četné slavnosti, poutě, máje, benátské noci, průvody maškar.  Na území obce se nachází Hruškova meditační zahrada - památník obětem komunismu a krajinově zajímavá Luftova zahrada.  